# Wolf’s Rain
Wolf’s Rain (jap. ウルフズ・レイン Urufuzu rein) – anime wydane w 2003 roku przez studio BONES i Bandai Visual. Niedługo potem rozpoczęto wydawanie mangi, która z początku bazowała na serii, jednak potem zupełnie odbiegła od fabuły znanej z anime.

## Informacje o serii
- Reżyser: Morikawa Atsushi; Okamura Tensai
- Producent: Bandai Entertainment
- Scenariusz: Nobumoto Keiko
- Muzyka: Kanno Yoko
- Studio: Bandai Visual; Bones
- Design: Aramaki Shinji; Kawamoto Toshihiro; Okada Tomoaki; Takeba Shingo
- Tłumaczenie na język angielski: Agnieszka Frankowska; Julka Kacperczyk; Olimpia Gołota

## Wprowadzenie do fabuły
Ponura rzeczywistość 200 lat po bliżej nieokreślonej katastrofie. Ludzie wiodą podłe życie w nielicznych miastach. Próżno tutaj szukać dzikich zwierząt – lasy są spalone, a one same zdziesiątkowane. Panuje skrajny klimat – od upalnych pustynnych piasków, po mroźne śnieżne lodowce. W tej szarej rzeczywistości wiele dawnych wspomnień zostało uznanych za legendy podsycane przeczuciem o zbliżającym się końcu świata. Jedna z tych legend jest opisana w zakazanej Księżycowej Księdze. Mówi, że gdy nadejdzie koniec świata, otworzą się bramy Raju, jednak tylko wilki będą wiedziały gdzie on się znajduje.
W takich realiach osadzona jest historia Wolf’s Rain. Biały wilk – Kiba – dochodzi do miasta. Wilcza duma nie pozwala mu na zniżanie się do poziomu ludzi i przybierania ich postaci, więc kroczy zuchwale przez miasto, rzucając się w oczy. Natrafia na Quenta i jego suczkę Blue, zostaje postrzelony i zabrany do głównego laboratorium w mieście. Tam spotyka wilka Hige, któremu udaje się go nakłonić do zmiany postaci. Razem uciekają z laboratorium, napotykając po drodze arystokratę Darcię z Córką Kwiatu. Potem przypadkiem spotykają nieporadnego, młodego wilka Toboe, który postanawia przyłączyć się do nich. Na koniec odnajdują szarego wilka Tsume, z którym Kiba miał wcześniej utarczkę. Po ostrej i krótkiej wymianie zdań, wszyscy razem uciekają pod gradem ludzkich kul z miasta i wyruszają w podróż do Raju.
Z losami wilków oraz Córki Kwiatu splatają się losy także innych bohaterów. Poznajemy Cher Degre i jej byłego męża inspektora Hubba Lebowskiego. Ona ma obsesję na punkcie Chezy, on nie wierzy w wilki. Kiedyś byli szczęśliwym małżeństwem, jednak praca naukowa całkowicie pochłonęła Cher, co doprowadziło do rozwodu. Wydawałoby się, że osoby o tak różnych osobowościach nie mogą już być razem. Kiba i reszta niejednokrotnie spotykają podczas swojej wędrówki Quenta Yaidena ze swoją suczką Blue, który obrał sobie za życiowy cel wybicie wilków co do sztuki, w ramach zemsty za śmierć swojej rodziny (żony i córki Ruth).

## Bohaterowie
- Kiba (Kieł) – biały wilk o złotych oczach. Czasem zdarza mu się działać zbyt pochopnie, ponieważ najpierw słucha serca, a potem rozumu. Gdy był mały, las, w którym się urodził spłonął, a wraz z nim wszyscy jego krewni. Zostaje znaleziony i wychowany przez szamana. Na początku wilcza duma nie pozwala mu na przybieranie ludzkiej postaci, lecz później zdaje sobie sprawę z tego, że jest to niezbędne, by przeżyć. To on został wybrany do odnalezienia Chezy i otworzenia bram Raju. Bardzo troszczył się o Chezę.
- Hige (Wąs) – bury, puszysty wilk z obrożą z wygrawerowanym „X”. Ma ją, ponieważ sprzedał się dla Jagary. Po spotkaniu Kiby postanawia udać się z nim do Raju, lecz nie okazuje takiego zapału. Ma najlepszy zmysł węchu ze wszystkich wilków w grupie. Wie, jak najlepiej funkcjonować w społeczeństwie ludzkim. Obroża, którą nosi w rzeczywistości jest  nadajnikiem, który pozwala mu wędrować przez miasto i jest zawsze pod nadzorem. Sprawia wrażenie kobieciarza. Podoba mu się Blue. Ginie wraz z Blue. Został dobity przez Tsume.
- Tsume (Pazur) – szary wilk. Nie okazuje swoich uczuć i udaje że wszystko jest mu obojętne. Na początku nie wierzył w istnienie Raju. Początkowo mieszkał we Freeze City, gdzie prowadził życie ludzkiego złodzieja. Później przyłącza się do niego Toboe, który także mieszkał w tym mieście, choć Tsume twierdził, że nie potrzebuje przyjaciół. Jest pewny siebie, a czasem arogancki, trzyma się z dala od swoich sojuszników. Często kłóci się z Kibą. Wywodzi się ze stada, które zostało zdziesiątkowane przez wojska Jagary, polujące na wilki, jedynie Tsume udało się uciec, lecz po tym wydarzeniu pozostała mu wielka blizna na piersi w kształcie litery X. Spośród wszystkich najbliżej trzyma się go Toboe, którego nazywa „dzieciakiem”. Gdy młody wilk został zabity przez Quenta, Tsume płacze nad jego ciałem. Został zabity przez Darcię.
- Toboe (Wyjący, Krzyczący) – rudy młody wilk z bransoletą na przedniej prawej łapie. Mieszkał ze starą kobietą, która się nim opiekowała. Przypadkowo doprowadził do jej śmierci w trakcie zabawy. To właśnie od niej dostał bransoletę. Po jej śmierci przyłącza się do Kiby, aby szukać Raju. Toboe jest bardzo przyjazny w stosunku do ludzi i walczy tylko gdy jest to konieczne i aby chronić przyjaciół. Został nieumyślnie zastrzelony przez Quenta Yaidena, gdy próbował bronić go przed Darcią.
- Cheza – dziewczyna zrodzona z Księżycowego Kwiatu. Jest potrzebna wilkom do otworzenia bram Raju. Potrafi wprawiać wilki w kojący sen poprzez swój śpiew lub dotyk. Ma czerwone oczy z różowymi tęczówkami. Poświęciła swe życie, by ocalić ginącą planetę.
- Blue (Niebieska) – gdy była szczenięciem została znaleziona i przygarnięta przez córkę Quenta - Ruth. Po śmierci żony i córki Quenta towarzyszy mu w wędrówce. W tym czasie nie zdaje sobie sprawy, że ma w sobie wilczą krew, żyje jak normalny pies, tropi wilki dla Quenta. Chodzi w metalowej obroży z kolcami, prowadzana jest na smyczy. Gdy odkryła, że oprócz psiej krwi ma w sobie krew wilczą, opuszcza Quenta. Po spotkaniu z Chezą budzi się w niej ta dotychczas uśpiona wilcza natura. Jest wyjątkowo bliska dla Hige. Dla przyjaciół jest oddaną towarzyszką, dla wrogów zaś jest nieustępliwa, ma ostry temperament, pragnie akceptacji i szuka swojego miejsca w świecie. Zostaje zagryziona przez Darcię, ginąc wraz z Hige.
- Quent Yaiden – szeryf z Curious nienawidzący wilków, ponieważ uważa, że wilki zabiły jego rodzinę. Ginie postrzelony przez Darcię.
- Cher Degre – doktor badająca Chezę na zlecenie lorda Oakuma. Ginie z powodu rozległych obrażeń powstałych po upadku z wysoko położonej lodowej półki, która nie wytrzymała ciężaru pojazdu i oberwała się.
- Hubb Lebowski – były mąż Cher, jest inspektorem i ma uczulenie na sierść. Popełnił samobójstwo, rzucając się z kamiennej półki na której wisiał, gdyż stwierdził, że nie jest w stanie dojść do Raju.
- Darcia III – główny zły charakter. Jest on arystokratą, jego rodzina została przeklęta, ponieważ Darcia I zginął w Raju. Darcia nie urodził się jako człowiek, lecz jako wilk i nauczył się zmieniać w człowieka. Jako wilk jest ciemnofioletowy, prawe oko ma niebieskie, a lewe złote. Zabił wiele wilków, aby odnaleźć bramy Raju. Zginął otruty trucizną Chezy.
- Hamona – była miłością Darcii. Hamona nie potrafiła zmieniać się w wilka. Zmarła na Rajską Chorobę, która zabierała kawałek po kawałku jej duszę.
- Jaguara – siostra Hamony rezydująca w Wiecznym Mieście; jest zakochana w Darcii. Jagara próbowała za pomocą Chezy otworzyć Raj dla arystokratów, lecz próba ta zakończyła się niepowodzeniem, a ona sama została zabita przez Darcię.
- Orkham – lord, który wykradł Chezę i zlecił nad nią badania.

W anime występuje też wiele innych postaci.

## Manga
Manga (która stanowi alternatywną wersję historii przedstawionej w anime) została napisana przez Nobumoto, a zilustrowana przez Toshitsugu Iidę. Kolejne rozdziały ukazywały się w czasopiśmie Magazine Z.
W Polsce manga została wydana nakładem wydawnictwa Japonica Polonica Fantastica.
| Nr | Język japoński | Język japoński         | Język polski  | Język polski       |
| Nr | Data wydania   | ISBN                   | Data wydania  | ISBN               |
| -- | -------------- | ---------------------- | ------------- | ------------------ |
| 1  | 17 lipca 2003  | ISBN 978-4-06-349139-5 | listopad 2004 | ISBN 83-89505-88-6 |
| 2  | 23 lutego 2004 | ISBN 978-4-06-349161-6 | styczeń 2005  | ISBN 83-89505-89-4 |